# Projectile

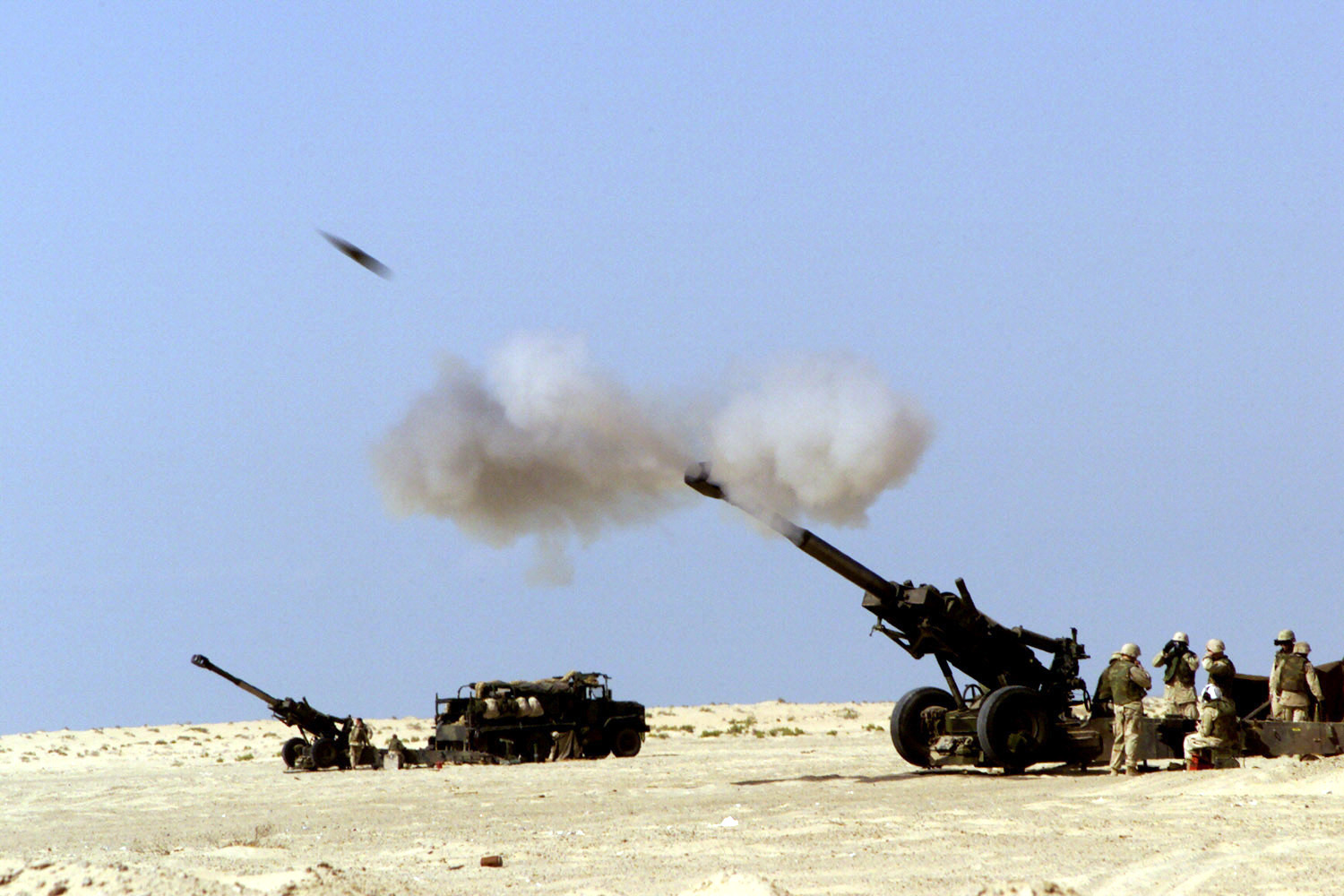
Tir d'un projectile par un obusier M198.

Un projectile (du latin projectus : jeté en avant) est un corps lancé ou projeté pour atteindre une cible. Dans le domaine de la balistique, il s'agit plus particulièrement d'un corps projeté par une arme.
Un projectile peut provenir d'une arme de jet (flèche) ou d'une arme à feu (balle/calibre inférieur à 20 mm, obus/calibre supérieur à 20 mm…), ou bien être lancé à main nue comme une pierre, un pavé, une dague, un marteau ou une lance.
Il existe une vaste gamme d'applications : militaires, sportives, spatiales, scientifiques.